# 劉歊
劉歊（488年—519年），字士光，平原人，南北朝南梁士人。
他的曾祖父是劉宋冀冠軍長史劉奉伯，祖父是劉宋冀州刺史劉乘民，父親則是南齊東陽太守劉聞慰。劉歊年幼有知覺，四歲時父親去世，與其他兒童一起時獨自不玩耍；六歲就能就背誦《論語》、《毛詩》，不明白的部分會懂得提出疑問。到他十一歲讀到《莊子·逍遙篇》，說：「這就是答案了。」別人問他問題，他可以即時回答，內容有情有理，家人都感到奇異。長大後，劉歊博學有文才，但不娶妻不出仕，與族弟劉訏一同隱居，遨遊林澤，用山水和書籍娛樂自己。他對母親兄長孝順，吃飯和睡覺都在旁侍候，不須等待母親開口，劉歊已知道她的意思，親自做她要自己做的事；母親患病，夢見劉歊給她進藥，翌日立刻康復許多，劉歊的精誠如此令人感動。他個性愛遊山玩水，登上危險的山峰，看到別人看不到的風景，別人都說他有強健的身體；他打算避世，但因為母親年老不忍心遠離，就隨兄長劉霽、劉杳當官。他年輕樂善好施，接濟他人，別人忘記了也不疏遠，後來他嘆道：「受人恩惠必定報答，否則對人有愧。我無法報答他人，便會經常有愧？」天監十七年（518年），劉歊突然寫下《革終論》，次年病逝，虛歲三十二。
幼年劉歊曾獨自坐在房間，有一位老人來到，對他說：「心力勇猛，精通死生；但不能夠長期在一個地方。」彈指離開，於是劉歊成年後誠心學佛。有僧人釋寶志，沒有人知道他的來歷，在興皇寺遇上劉歊，驚嘆道：「隱居學道，清淨登佛。」說了三次。劉歊死前的春天，有人在他的庭園中栽種柿子，他對謂侄子劉弇說：「我看不到它的果實，不要對他人說。」到秋天劉歊去世，別人都說他知道自己的命運，親友寫下他事蹟的誄文，諡貞節處士。

## 引用
1. 1 2  《梁書·卷五十一·列傳第四十五》：劉歊字士光，訏族兄也。祖乘民，宋冀州刺史；父聞慰，齊正員郎。世爲二千石，皆有清名。歊幼有識慧，四歲喪父，與羣兒同處，獨不戲弄。六歲誦《論語》、《毛詩》，意所不解，便能問難。十一，讀《莊子·逍遙篇》，曰：「此可解耳。」客因問之，隨問而答，皆有情理，家人每異之。及長，博學有文才，不娶不仕，與族弟訏並隱居求志，遨遊林澤，以山水書籍相娛而已。
2. 1 2  《南史·卷四十九·列傳第三十九》：（劉）懷慰字彥泰，懷珍從子也。祖奉伯，宋元嘉中為冠軍長史。父乘人，冀州刺史，死于義嘉事。……懷慰本名聞慰……子霽、杳、歊。……歊字士光，生夕有香氣，氛氳滿室。幼有識慧，四歲喪父，與群兒同處，獨不戲弄。六歲誦論語、毛詩，意所不解，便能問難。十二讀莊子逍遙篇曰：「此可解耳。」客問之，隨問而答，皆有情理，家人每異之，謂為神童。及長，博學有文才，不娶不仕，與族弟籲並隱居求志，遨遊林澤，以山水書籍相娛而已。
3. ↑  《梁書·卷五十一·列傳第四十五》：常欲避人世，以母老不忍違離，每隨兄霽、杳從宦。少時好施，務周人之急，人或遺之，亦不距也。久而歎曰：「受人者必報，不則有愧於人。吾固無以報人，豈可常有愧乎？」天監十七年，無何而著《革終論》。明年疾卒，時年三十二。
4. ↑  《南史·卷四十九·列傳第三十九》：奉母兄以孝悌稱，寢食不離左右。母意有所須，口未及言，歊已先知，手自營辦，狼狽供奉。母每疾病，夢歊進藥，及翌日轉有間效，其誠感如此。性重興樂，尤愛山水，登危履嶮，必盡幽遐，人莫能及，皆歎其有濟勝之具。常欲避人世，以母老不忍違。每隨兄霽、杳從宦。少時好施，務周人之急，人或遺之，亦不拒也。久而歎曰：「受人者必報；不則有愧於人。吾固無以報人，豈可常有愧乎。」天監十七年，忽著革終論。十八年，年三十二卒。
5. ↑  《梁書·卷五十一·列傳第四十五》：歊幼時嘗獨坐空室，有一老公至門，謂歊曰：「心力勇猛，能精死生；但不得久滯一方耳。」因彈指而去。歊旣長，精心學佛。有道人釋寶志者，時人莫測也，遇歊於興皇寺，驚起曰：「隱居學道，清淨登佛。」如此三說。歊未死之春，有人爲其庭中栽柿，歊謂兄子弇曰：「吾不見此實，爾其勿言。」至秋而亡，人以爲知命。親故誄其行跡，諡曰貞節處士。
6. ↑  《南史·卷四十九·列傳第三十九》：始沙門釋寶志遇歊於興皇寺，驚起曰：「隱居學道，清淨登仙。」如此三說。歊未死之春，有人為其庭中栽柿，歊謂兄子弇曰：「吾不見此實，爾其勿言。」至秋而亡，人以為知命。親故誄其行跡，諡曰貞節處士。

## 延伸阅读
[在维基数据编辑]
 《梁書·卷51》，出自姚思廉《梁書》